# Мбуџи Маји
Мбуџи Маји (фр. Mbuji-Mayi) је град у Демократској Републици Конго, на десној обали истоимене реке. То је главни град провинције Источни Касаи. 
По подацима из 2005. град има 1.900.089 становника. По овоме је Мбуџи Маји други по величини град ДР Конго, после Киншасе. Број становника је тешко утврдити јер се он рапидно мења. Процене иду од 900.000 до 3,5 милиона. 
Град су основали Белгијанци 1910. под именом Бакванга (Bakwanga). Данашње име у слободном преводу значи „козја вода“. 
Мбуџи Маји је од 1980-их удесетостручио број становника, услед наглог и анархичног развоја. То је створило експлозивну друштевену и политичку ситуацију. 
Мбуџи Маји је највећи центар индустрије дијаманата у Конгоу. Град има веома лоше транспортне везе са остатком земље. 